# Канада на Светском првенству у атлетици на отвореном 2013.
Канада је учествовала на 14. Светском првенству у атлетици на отвореном 2013. одржаном у Москви од 10. до 18. августа четрнаести пут, односно учествовала је на свим првенствима до данас. Канада је пријавила 46 учесника (24 мушкарца и 22 жене) који су се такмичили у 23 дисциплине.,
На овом првенству Канада је по броју освојених медаља заузела 21. место са пет освојених медаља (једна сребрна и четири бронзане). Поред медаља, Канада је остварила и следеће резултате: три национална рекорда, три национална рекорда сезоне, девет личних рекорда и десет личних рекорда сезоне. У табели успешности према броју и пласману такмичара који су учествовали у финалним такмичењима (првих 8 такмичара) Канада је са 9 учесника у финалу заузела 12. место са 41 бод.
| Плас. | Земља  | 1. место | 2. место | 3. место | 4. место | 5. место | 6. место | 7. место | 8. место | Бр. финал. | Бод. |
| ----- | ------ | -------- | -------- | -------- | -------- | -------- | -------- | -------- | -------- | ---------- | ---- |
| 12.   | Канада | 0        | 1        | 4        | 0        | 0        | 3        | 0        | 1        | 9          | 41   |

## Учесници
| Мушкарци: - Арон Браун — 100 м, 4х100 м - Сам Ефах — 100 м - Гејвин Смели — 100 м, 4х100 м - Tremaine Harris — 200 м - Anthony Romaniw — 800 м - Nathan Brannen — 1.500 м - Камерон Левинс — 10.000 м - Мохамед Ахмед — 10.000 м - Роб Вотсон — Маратон - Донте Ричардс-Квок — 4х100 м - Џастин Ворнер — 4х100 м - Олувасегун Макинде — 4х100 м - Метју Хјуз — 3.000 м препреке - Алекс Џенест — 3.000 м препреке - Крис Винтер — 3.000 м препреке - Iñaki Gomez — 20 км ходање - Бенџамин Торн — 20 км ходање - Evan Dunfee — 50 км ходање - Дерек Друин — Скок увис - Мајкл Мејсон — Скок увис - Шонаси Барбер — Скок мотком - Дилан Армстронг — Бацање кугле - Тим Недоу — Бацање кугле - Демијан Ворнер — Десетобој | Жене: - Kimberly Hyacinthe — 200 м, 4х100 м - Кристал Емануел — 200 м, 4х100 м - Алиша Браун — 400 м, 4х400 м - Карин Бело-Беливо — 800 м - Мелиса Бишоп — 800 м - Кејт Бускирк — 1.500 м - Никол Едвардс Сифуентес — 1.500 м - Шила Рид — 1.500 м - Лани Марчант — Маратон - Krista Duchene — Маратон - Анђела Вајт — 100 м препоне - Џесика Зелинка — 100 м препоне, 4х100 м - Noelle Montcalm — 400 м препоне, 4х400 м - Shai-Anne Davis — 4х100 м - Khamica Bingham — 4х100 м - Cheria Morgan — 4х100 м - Сара Велс — 4х400 м - Џена Мартин — 4х400 м - Кристабел Нети — Скок удаљ - Салтана Фризел — Бацање кладива - Криста Вудворд — Бацање копља - Бријен Тајсен Итон — Седмобој |  |

## Освајачи медаља

### Сребро (1)
- Бријен Тајсен Итон — Седмобој

### Бронза (4)
- Гејвин Смели2, Арон Браун2,    
 Донте Ричардс-Квок, Џастин Ворнер, 
 Олувасегун Макинде* — штафета 4 х 100 м
- Дерек Друин — Скок увис
- Дилан Армстронг — Бацање кугле
- Демијан Ворнер — Маратон

## Резултати

### Мушкарци
| Атлетичар                                                                          | Дисциплина       | Лични рекорд | Предтакмичење | Предтакмичење | Квалификације         | Квалификације | Полуфинале            | Полуфинале            | Финале                | Финале       | Детаљи |
| Атлетичар                                                                          | Дисциплина       | Лични рекорд | Резултат      | Место         | Резултат              | Место         | Резултат              | Место                 | Резултат              | Место        | Детаљи |
| ---------------------------------------------------------------------------------- | ---------------- | ------------ | ------------- | ------------- | --------------------- | ------------- | --------------------- | --------------------- | --------------------- | ------------ | ------ |
| Арон Браун                                                                         | 100 м            | 10,05        | слободни      | слободни      | 10,15 КВ              | 2. у гр 5     | 10,15                 | 5. у гр 3             | Нису се квалификовали | 13 / 76      |        |
| Гејвин Смели                                                                       | 100 м            | 10,14        | слободни      | слободни      | 10,21 КВ              | 3. у гр 2     | 10,30                 | 8. у гр 2             | Нису се квалификовали | 20 / 76      |        |
| Сам Ефах                                                                           | 100 м            | 9,92         | слободни      | слободни      | 10,06                 | 5. у гр 3     | Нису се квалификовали | Нису се квалификовали | Нису се квалификовали | 22 / 76      |        |
| Tremaine Harris                                                                    | 200 м            | 20,22        |               |               | 20,68                 | 5. у гр 2     | Нису се квалификовали | Нису се квалификовали | Нису се квалификовали | 22 / 55 (56) |        |
| Anthony Romaniw                                                                    | 800 м            | 1:45,60      | 1:47,98       | 6. у гр 6     | 34 / 47 (49)          |               | Нису се квалификовали | Нису се квалификовали | Нису се квалификовали |              |        |
| Nathan Brannen                                                                     | 1.500 м          | 3:34,22      | 3:38,49 КВ    | 2. у гр 3     | 3:36,59 кв ЛРС        | 4. у гр 2     | 3:38,09               | 10 / 37 (38)          |                       |              |        |
| Камерон Левинс                                                                     | 10.000 м         | 27:27,96     |               |               |                       |               |                       |                       | 27:47,89 ЛРС          | 14 / 25 (35) |        |
| Мохамед Ахмед                                                                      | 10.000 м         | 27:34,64     | 27:35,76 ЛРС  | 9 / 25 (35)   |                       |               |                       |                       |                       |              |        |
| Роб Вотсон                                                                         | Маратон          | 2:13:37      | 2:16:28 ЛРС   | 20 / 33 (34)  |                       |               |                       |                       |                       |              |        |
| Метју Хјуз                                                                         | 3.000 м препреке | 8:20,49      |               |               | 8:16,93 КВ, ЛРС       | 2. у гр 1     |                       |                       | 8:11,64 НР            | 6 / 37 (38)  |        |
| Алекс Џенест                                                                       | 3.000 м препреке | 8:19,33      | 8:24,56 кв    | 5. у гр 2     | 8:27,01               | 13 / 37 (38)  |                       |                       |                       |              |        |
| Крис Винтер                                                                        | 3.000 м препреке | 8:28,46      | 8:29,36       | 8. у гр 3     | Није се квалификовао  | 23 / 37 (38)  |                       |                       |                       |              |        |
| Гејвин Смели2, Арон Браун2, Донте Ричардс-Квок, Џастин Ворнер, Олувасегун Макинде* | 4 х 100 м        | 37,69 НР     | 38,29 КВ, НРС | 2. у гр 3     | 37,92 НРС             |               |                       |                       |                       |              |        |
| Iñaki Gomez                                                                        | 20 км ходање     | 1:20:58      |               |               |                       |               |                       |                       | 1:22:21 ЛРС           | 8 / 52 (64)  |        |
| Бенџамин Торн                                                                      | 20 км ходање     | 1:21:55      | 1:24:26       | 20 / 52 (64)  |                       |               |                       |                       |                       |              |        |
| Evan Dunfee                                                                        | 50 км ходање     | 3:59:58      | 3:59:28 ЛР    | 10 / 46 (61)  |                       |               |                       |                       |                       |              |        |
| Дерек Друин                                                                        | Скок увис        | 2,36 НР      |               |               | 2,29 кв               | 4. у гр Б     |                       |                       | 2,38 НР               |              |        |
| Мајкл Мејсон                                                                       | Скок увис        | 2,31         | 2,17          | 12. у гр А    | Нису се квалификовали | 25 / 25 (34)  |                       |                       |                       |              |        |
| Шонаси Барбер                                                                      | Скок мотком      | 5,71 НР      | 5,40          | 16. у гр А    | Нису се квалификовали | 27 / 33 (40)  |                       |                       |                       |              |        |
| Дилан Армстронг                                                                    | Бацање кугле     | 22,21 НР     | 20,39         | 4. у гр Б     | 21,34 ЛРС             |               |                       |                       |                       |              |        |
| Тим Недоу                                                                          | Бацање кугле     | 20,74        | 18,72         | 12. у гр А    | Није се квалификовао  | 24 / 29       |                       |                       |                       |              |        |

- Атлетичар у штафети означен звездицом био је резерва и није учествовао у трци штафете.
- Атлетичари означени бројем учествовали су у појединачним дисциплина.

#### Десетобој
| Дисциплина    | Демијан Ворнер | Демијан Ворнер | Демијан Ворнер | Демијан Ворнер | Демијан Ворнер | Демијан Ворнер |
| Дисциплина    | Лич. рек.      | Резултат       | Бод.           | Плас.          | Укупно         | Плас.          |
| ------------- | -------------- | -------------- | -------------- | -------------- | -------------- | -------------- |
| 100 м         | 10,34          | 10,43          | 992            | 2              |                |                |
| Скок удаљ     | 7,54           | 7,39           | 908            | 14             | 1.900          | 4              |
| Бацање кугле  | 14,14          | 14,23 ЛР       | 742            | 13             | 2.642          | 4              |
| Скок увис     | 2,09           | 2,05           | 850            | 10             | 3.492          | 4              |
| 400 м         | 47,63          | 48,41          | 889            | 10             | 4.381          | 4              |
| 110 м препоне | 13,61          | 13,96          | 980            | 3              | 5.361          | 4              |
| Бацање диска  | 45,90          | 44,13 ЛРС      | 749            | 13             | 6.110          | 4              |
| Скок мотком   |                | 4,80 ЛР        | 849            | 4              | 6.959          | 4              |
| Бацање копља  | 62,84          | 64,67 ЛР       | 808            | 27             | 7.767          | 3              |
| 1500 м        | 4:29,85        | 4:29,97 ЛРС    | 745            | 10             |                |                |
| Десетобој     | 8.442          |                |                |                | 8.512 ЛР       |                |

### Жене
| Атлетичарка                                                                         | Дисциплина     | Лични рекорд | Квалификације                 | Квалификације                 | Полуфинале            | Полуфинале            | Финале                | Финале                | Детаљи |
| Атлетичарка                                                                         | Дисциплина     | Лични рекорд | Резултат                      | Место                         | Резултат              | Место                 | Резултат              | Место                 | Детаљи |
| ----------------------------------------------------------------------------------- | -------------- | ------------ | ----------------------------- | ----------------------------- | --------------------- | --------------------- | --------------------- | --------------------- | ------ |
| Kimberly Hyacinthe                                                                  | 200 м          | 22,78        | 23,19 КВ                      | 3. у гр. 2                    | 23,12                 | 5. у гр. 3            | Није се квалификовала | 16 / 46 (50)          |        |
| Кристал Емануел                                                                     | 200 м          | 22,89        | дисквалификована по чл. 163,3 | дисквалификована по чл. 163,3 | Није се квалификовала | Није се квалификовала | Није се квалификовала | Није се квалификовала |        |
| Алиша Браун                                                                         | 400 м          | 52,08        | 53,26                         | 5. у гр. 3                    | Нису се квалификовале | Нису се квалификовале | Нису се квалификовале | 30 / 35 (36)          |        |
| Карин Бело-Беливо                                                                   | 800 м          | 2:01,13      | 2:02,93                       | 7. у гр. 1                    | Нису се квалификовале | Нису се квалификовале | Нису се квалификовале | 28 / 32               |        |
| Мелиса Бишоп                                                                        | 800 м          | 1:59,76      | 2:01,91                       | 6. у гр. 4                    | Нису се квалификовале | Нису се квалификовале | Нису се квалификовале | 23 / 32               |        |
| Кејт Бускирк                                                                        | 1.500 м        | 4:07,74      | 4:08,65 кв                    | 7. у гр. 1                    | 4:07,36 ЛР            | 6. у гр. 3            | Нису се квалификовале | 15 / 37               |        |
| Никол Едвардс Сифуентес                                                             | 1.500 м        | 4:04,65      | 4:08,54 КВ                    | 6. у гр. 2                    | 4:06,30               | 9. у гр. 1            | Нису се квалификовале | 12 / 37               |        |
| Шила Рид                                                                            | 1.500 м        | 4:02,96      | 4:10,90                       | 7. у гр. 2                    | Није се квалификовала | Није се квалификовала | Није се квалификовала | 27 / 37               |        |
| Лани Марчант                                                                        | Маратон        | 2:35:57      |                               |                               |                       |                       | 3:01:54 ЛРС           | 44 / 46 (72)          |        |
| Кармен Оливерас                                                                     | Маратон        | 2:35:57      | Није завршила трку            | Није завршила трку            |                       |                       |                       |                       |        |
| Анђела Вајт                                                                         | 100 м препоне  | 12,59        | 12,93 КВ                      | 1. у гр. 1                    | 12,76 КВ              | 2. у гр. 1            | 12,78                 | 6 / 36 (37)           |        |
| Џесика Зелинка                                                                      | 100 м препоне  | 12,65        | 13,15 КВ                      | 4. у гр. 3                    | 13,12                 | 7. у гр. 2            | Није се квалификовала | 19 / 36 (37)          |        |
| Noelle Montcalm                                                                     | 400 м препоне  | 55,96        | 57,50                         | 8. у гр. 4                    | Није се квалификовала | Није се квалификовала | Није се квалификовала | 24 / 35 (46)          |        |
| Кристал Емануел2 Kimberly Hyacinthe2 Shai-Anne Davis Khamica Bingham Cheria Morgan* | 4 х 100 м      | 43,05 НР     | 42,99 КВ НР                   | 2. у гр 1                     |                       |                       | 43,28                 | 6 / 17 (19)           |        |
| Алиша Браун2 Сара Велс Noelle Montcalm Џена Мартин                                  | 4 х 400 м      | 3:21,21 НР   | 3:31,09 НРС                   | 5. у гр 3                     | Нису се квалификовале | 12 / 16 (17)          |                       |                       |        |
| Кристабел Нети                                                                      | Скок удаљ      | 6,75         | 6,47                          | 9. у гр Б                     | Нису се квалификовале | 20 / 29 (31)          |                       |                       |        |
| Салтана Фризел                                                                      | Бацање кладива | 75,04 НР     | 69,06                         | 7. у гр А                     | Нису се квалификовале | 16 / 19 (22)          | }                     |                       |        |
| Криста Вудворд                                                                      | Бацање копља   | 60,15        | 58,86                         | 8. у гр А                     | Нису се квалификовале | 17 / 27               |                       |                       |        |

- Атлетичарка у штафети означена звездицом била је резерва и није учествовала у трци штафете.
- Атлетичарке означене бројевима су учествовале у појединачним дисциплина.

#### Седмобој
| Дисциплина    | Бријен Тајсен Итон | Бријен Тајсен Итон | Бријен Тајсен Итон | Бријен Тајсен Итон | Бријен Тајсен Итон | Бријен Тајсен Итон |
| Дисциплина    | Лич. рек.          | Резултат           | Бод.               | Плас.              | Укупно             | Плас.              |
| ------------- | ------------------ | ------------------ | ------------------ | ------------------ | ------------------ | ------------------ |
| 100 м препоне | 13,09              | 13,17              | 1.099              |                    |                    |                    |
| Скок увис     | 1,88и              | 1,83               | 1.016              | 6                  | 2.115              | 2                  |
| Бацање кугле  | 13,22              | 13,07              | 732                | 16                 | 2.847              | 4                  |
| 200 м         | 23,85              | 24,18              | 963                | 6                  | 3.810              | 4                  |
| Скок удаљ     | 6,32               | 6,37 ЛР            | 965                | 19                 | 4.775              | 4                  |
| Бацање копља  | 46,47              | 45.64 ЛРС          | 776                | 10                 | 5.551              | 2                  |
| 800 м         | 2:09,27            | 2:09,03 ЛР         | 979                | 6                  |                    |                    |
| Седмобој      | 6.440              |                    |                    |                    | 6.530 ЛР           |                    |